# 钻石天空下的露西
〈钻石天空下的露西〉是首主要由约翰·列侬创作，署名列侬–麦卡特尼的歌曲，被收录在披头士1967年的专辑《佩珀中士的寂寞之心俱乐部乐队》中。这张专辑成为了60年代销量最高的专辑，时至今日，仍然是英国、印度等国家销量最高的非精选专辑。
列侬之子，朱利安，在学校作画《露西——在镶嵌钻石的天空中》。歌曲发行后不久，就有人发现歌曲中名词的首字母正好组成了LSD，即迷幻药。虽然列侬认定这只是一个巧合，BBC封禁了這首歌。在2004年的一次采访中，麦卡特尼承认这首歌就是关于迷幻药的，同时也承认了诸如《Got to Get You Into My Life》以及《Day Tripper》等歌曲与毒品的关系，但也表示，毒品对披头士音乐的影响被大大高估了。

### 引用著作
- . AllMusic. January 2010  [2014-02-10]. （原始内容存档于2019-12-02）.
- Miles, Barry. . New York: Henry Holt and Company. 1997. ISBN 0-8050-5249-6.
- Sheff, David. . New York: St. Martin's Press. 2000. ISBN 0-312-25464-4.